# Desmoclystia abata
Desmoclystia abata är en fjärilsart som beskrevs av Louis Beethoven Prout 1941. Desmoclystia abata ingår i släktet Desmoclystia och familjen mätare. Inga underarter finns listade i Catalogue of Life.